# Sublim
Sublim (af latin: sublimis; ophøjet eller af en højere orden) er et begreb indenfor bl.a. filosofi og kunst, som refererer til en storhed, som intet andet kan sammenlignes med, og som er hævet over enhver form for beregning, måling eller efterligning. 

## Det sublime i antikken
Begrebet blev første gang brugt i en antik retorisk traktat af en ukendt forfatter kaldet Pseudo-Longinos. Skriftet er oversat til fransk i 1674 af Nicolas Boileau; dets tema er storhed i tale og skrift, dvs. evnen til med retoriske midler at opnå en virkning, der overstiger de muligheder, der ligger i disse midlers korrekte brug. Den senere afhandling blev oversat til engelsk af John Pultney i 1680, Leonard Welsted i 1712, og William Smith i 1739, hvis oversættelse havde sit femte udgave i 1800.

## Kant
Hos Immanuel Kant blev begrebet "det sublime" brugt i forbindelse med forholdet mellem det sansemæssige og det oversanselige, hvor oplevelsen af naturen i dens storhed og voldsomhed fremkaldte bevidstheden om en værdiorden af åndelig art. Det sansemæssigt umådelige var imidlertid uforeneligt med klassicismens harmoniske skønhedsideal; derfor var det sublime ifølge Kant et intellektuelt og moralsk tema, ikke et kunstnerisk begreb.

## Det sublime i 1900-tallet
I 1900-tallets æstetik har Th. W. Adorno genopdaget begrebet og anset det sublime for at pege på en væsentlig dimension i moderne kunst; især de teologiske overtoner i spændingsforholdet mellem det æstetiske og det åndelige mente han passede til en kunst, der er i permanent konflikt med sin egen status som æstetisk objekt. 
I 1980'erne blev det sublime et nøglebegreb for "fremstillingen af det ufremstillelige", det erkendelsesprojekt, som Jean-François Lyotard formulerede på den nonfigurative billedkunsts vegne.
| filosofi | Spire Denne filosofiartikel er en spire som bør udbygges. Du er velkommen til at hjælpe Wikipedia ved at udvide den. |